# Heteronyx nasutus
Heteronyx nasutus är en skalbaggsart som beskrevs av Blackburn 1889. Heteronyx nasutus ingår i släktet Heteronyx och familjen Melolonthidae. Inga underarter finns listade i Catalogue of Life.